# وست اسلوپ (اورگن)
وست اسلوپ (به انگلیسی: West Slope) یک منطقهٔ مسکونی در ایالات متحده آمریکا است که در شهرستان واشینگتن، اورگن واقع شده‌است. وست اسلوپ ۴٫۵ کیلومتر مربع مساحت و ۶٬۵۵۴ نفر جمعیت دارد و ۱۱۴ متر بالاتر از سطح دریا واقع شده‌است.